# Pontifikalschuhe

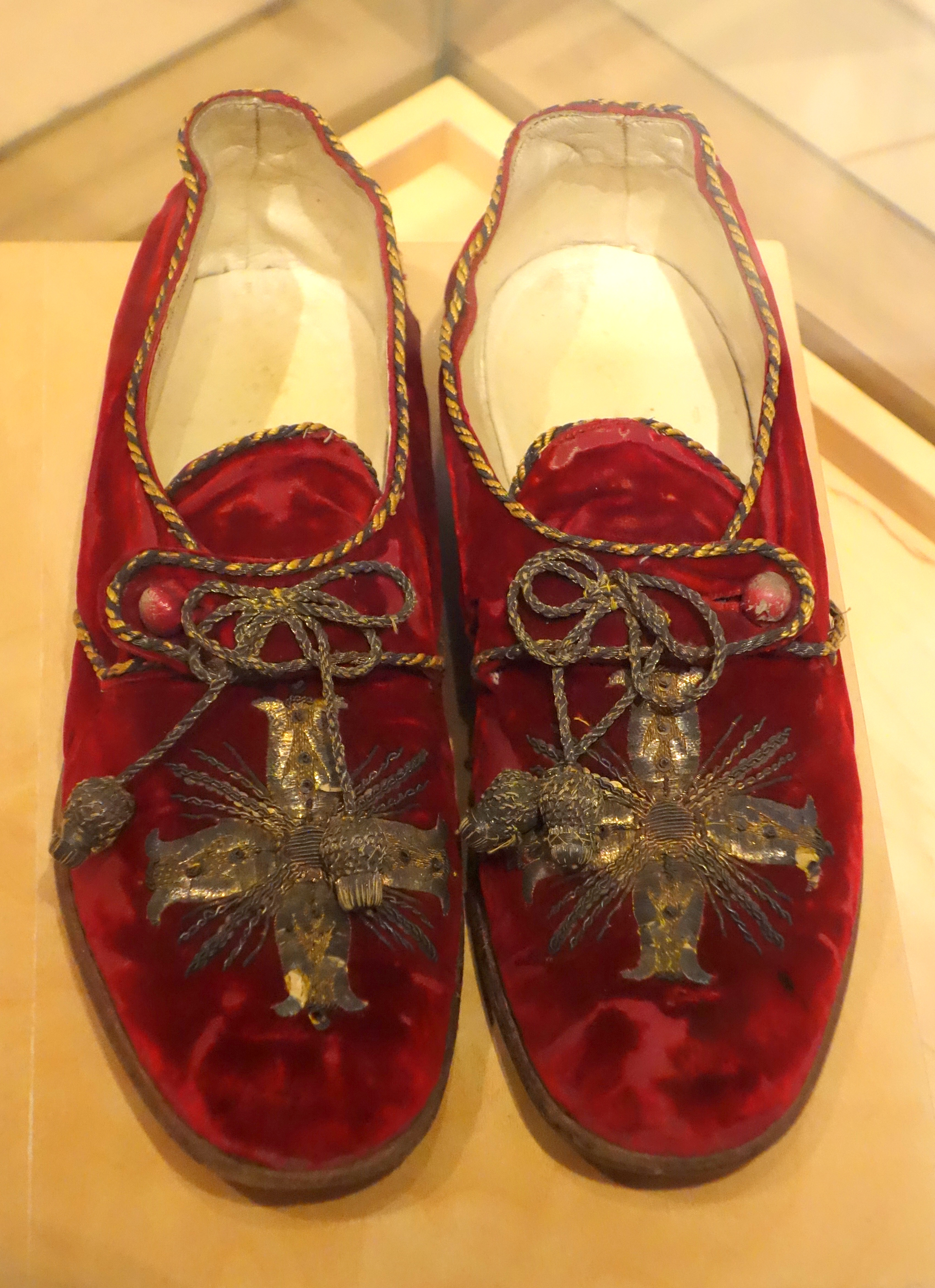
Pontifikalschuhe aus dem 19. Jahrhundert, zuletzt von Papst Benedikt XV. getragen

Pontifikalschuhe (lateinisch sandalia) bildeten zusammen mit den Pontifikalstrümpfen (caligae) die pontifikale Fußbekleidung von Bischöfen und Äbten, die beim Pontifikalamt getragen wurde. Sie werden heute, ähnlich wie die Pontifikalhandschuhe, nur noch in der außerordentlichen Form des Römischen Ritus verwendet.
Nachweise einer liturgischen Fußbekleidung bei Klerikern aller Weihestufen finden sich auf Mosaiken und in schriftlichen Dokumenten ab dem 6. Jahrhundert. Seit dem 11. Jahrhundert war sie dem Papst, Bischöfen und Kardinälen vorbehalten, Äbten und bestimmten Domherren konnte sie als Auszeichnung verliehen werden. Das Anlegen der Pontifikalschuhe gehörte zum Ritus der Bischofsweihe.
Die Schuhe werden zurückgeführt auf eine Standesbeschuhung, die als Auszeichnung im Rom des 4. Jahrhunderts aufkam und möglicherweise eine Umbildung der Fußbekleidung römischer Senatoren darstellt. Sie bestanden anfangs aus Leinen, waren weiß und Sandalen ähnlich. Ab dem 11. Jahrhundert entwickelte sich die Form zum geschlossenen Schuh, zunächst als hoher Schuh, zuletzt eher pantoffelartig. Als Material wurde Seide üblich, und die Farbe von Schuhen und Strümpfen richtete sich nach der liturgischen Farbe des betreffenden Tages. Schwarze Schuhe und Strümpfe waren nicht gebräuchlich, da an Karfreitag und bei Totenmessen keine pontifikale Fußkleidung getragen wurde. Die Schuhe hatten oft ornamentale Verzierungen. 
Das aufgestickte goldene Kreuz und die Farbe Purpur, die auf die römischen Kaiser zurückgeht, denen sie als Zeichen ihrer Amtsgewalt vorbehalten war, waren seit dem Spätmittelalter den päpstlichen Pontifikalschuhen vorbehalten. Bei Huldigungen, Obödienzakten und Audienzen gewannen die Schuhe des Papstes an Bedeutung. In Nachahmung der an den Höfen altorientalischer Potentaten gebräuchlichen Sitten wurde in Rom der Fußkuss üblich. Um aber zu zeigen, dass diese außergewöhnliche Form der Unterwerfung und Verehrung letztendlich einer höheren Autorität als ihrer eigenen zukam, ließen die Päpste ab dem 15. Jahrhundert an der Stelle des Schuhs, die von den Lippen berührt wurde, ein Kreuz anbringen. Erst im 20. Jahrhundert wurde der Fußkuss aus dem päpstlichen Zeremoniell gestrichen.

Schuhen und Strümpfen wurde seit dem Mittelalter symbolische Bedeutung zugesprochen. Die Strümpfe galten als Sinnbild eines reinen Wandels, die Schuhe wurden auf das Predigtamt des Bischofs bezogen, der wie die Apostel von Jesus zur Verkündigung des Evangeliums vom Frieden ausgesandt ist (Mk 6,9 , Eph 6,15 ). Der Bischof sprach beim Anlegen der Schuhe: 

„Calcea, Domine, pedes meos in praeparationem evangelii pacis, et protege me in velamento alarum tuarum.
Beschuhe, o Herr, meine Füße zur Verkündigung des Evangeliums des Friedens und beschütze mich mit dem Schirm deiner Fittiche.“

Erst mit den Reformen, die auf das Zweite Vatikanische Konzil folgten, verschwanden die Pontifikalschuhe aus dem liturgischen Leben der Kirche.